# Intoxication au fluor
 (juin 2014).
Si vous disposez d'ouvrages ou d'articles de référence ou si vous connaissez des sites web de qualité traitant du thème abordé ici, merci de compléter l'article en donnant les références utiles à sa vérifiabilité et en les liant à la section « Notes et références ».
Le fluor est un allié non négligeable pour la bonne santé des dents. Il s’incorpore aux couches superficielles de l’émail dentaire pour la rendre plus résistante aux attaques des acides. Cet élément est essentiellement utilisé dans la prévention des caries dentaires, d'où sa présence dans les dentifrices notamment pour les enfants ainsi que dans les rinces-bouche. Il peut aussi parfois être proposé dans le cadre du traitement de l’ostéoporose. Cependant, cet élément reste pour la plupart des formes de vie un véritable poison.
Comme toutes substances, une absorption trop importante de fluor entraîne des effets d'intoxication dans diverses régions et peut aller jusqu'à la mort de l'individu concerné. En toxicologie, avec un indice de toxicité de 3 (modérément toxique), le fluorure F− sous forme de sodium fluoride NaF (DL50 : 52 mg/kg) reste aussi toxique que la nicotine (DL50 : 50 mg/kg), mais bien moins létal que le sodium cyanure NaCN d'indice 2 (DL50 : 6.4 mg/kg) ou le botox d'indice 1 (DL50 : 0,000001 mg/kg).

## Symptômes
L'intoxication au fluor peut avoir lieu de manière aiguë ou lente par l'apport chronique de fluor (par exemple par une eau contaminée, dentifrice, médicaments contenant du fluor, thé).
Les symptômes d'un empoisonnement aigu au fluorure sont multiples : douleur gastro-intestinale, nausée, vomissements, maux de tête. Ils peuvent apparaître même si le sujet a ingéré des doses aussi faibles que 0,1 à 0,3 mg/kg, soit 50 fois moins que la dose probable létale qui est de 5 mg/kg. Comme son nom l'indique la DPL est une dose probable, c'est-à-dire que si un individu consomme une telle dose il ne va pas forcément décéder mais il doit être considéré comme un état d'urgence. Dans ce cas, un traitement médical et une hospitalisation sont requis.
Une intoxication plus grave engendre des troubles psychiques graves qui peuvent conduire à la perte de la volonté, voire de la folie, surtout lorsque cette intoxication se produit durant la phase de croissance. La mort peut être le résultat d'un empoisonnement au fluor, elle est généralement due, pour ce type de cas, à une insuffisance cardiaque ou à une paralysie respiratoire[réf. nécessaire].
Le fluor peut entrainer une fluorose dentaire, une fluorose osseuse, une fluorose ankylosante.
L'excès de fluor peut entrainer le genu valgum, l'ostéoporose et l'osteosclérose,,,,.
Le fluor peut augmenter le risque d'anémie notamment en détruisant les erythrocytes,,. L'ingestion de fluor stoppe l'absorption de compléments alimentaire oraux contenant du fer et de l'acide folique.
Le fluor détruit les microvilli de la muqueuse gastrointestinale résultant en une baisse des nutriments absorbés.
Le fluor peut entrainer une cachexie, une perte d'appétit.
Le fluorure s'accumule dans la glande pinéale. La glande pinéale contient la même quantité de fluorure que les dents chez les sujets âgés. Les concentrations de calcium et de fluorure dans la glande pinéale sont corrélées. Dans la pinéale, le fluor entraine une baisse du nombre de pinealocytes, similaire à celle observée durant la vieillesse ou lors d'une exposition continue à la lumière.

## Causes
Au contraire du mercure (faible solubilité de 0,03 mg/L à 20 °C), le fluorure de sodium est entièrement soluble (40 g/L à 20 °C). Il est donc excrété par les urines et ne persiste que faiblement dans l'estomac et l'intestin.
Le fluorure est caractérisé par divers mécanismes de toxicité. Initialement, le fluorure ingéré affecte localement la muqueuse intestinale. Il peut alors former de l'acide fluorhydrique dans l'estomac, ce qui mène à l'irritation du gros intestin à cause d'effets corrosifs. Cet acide agit de façon corrosif sur le revêtement épithélial de la voie gastro-intestinale. À la suite de l'ingestion, la voie gastro-intestinale constitue le premier, ainsi que le système le plus souvent affecté.[réf. nécessaire]

## Statistiques
Chaque année, des milliers de cas d'empoisonnement au fluorure sont rapportés aux centres anti-poison des États-Unis à la suite d'une ingestion excessive de fluorure retrouvé dans les produits dentaires.[réf. nécessaire]